# Verde (gastronomia)
Le verde o verdòle sono un prodotto tipico dell'Altopiano del Tesino, nella provincia autonoma di Trento, e del Veneto, assai simile ai crauti.
Anche le verde si ottengono dalla fermentazione lattica controllata delle foglie di cavolo cappuccio, debitamente salate (1 kg di sale ogni 100 kg di cavolo), in appositi contenitori (tradizionalmente in legno di larice). Tuttavia, mentre i crauti sono tagliati a strisce, le verde sono tagliate in piccoli pezzi, e non vengono utilizzati aromi né spezie. Inoltre viene utilizzato l'intero cavolo cappuccio, comprese le foglie esterne più verdi (e da questo fatto deriverebbe il nome), mentre per i crauti si usa solo il cuore bianco. Il processo di fermentazione dura circa 40-50 giorni.
Le verde del Trentino sono riconosciute Prodotto Agroalimentare Tradizionale.